# Louis Cyr
Louis Cyr, właśc. Cyprien-Noé Cyr (ur. 11 października 1863 w Saint-Cyprien-de-Napierville, zm. 10 listopada 1912 w Montrealu) – kanadyjski siłacz.
Louis Cyr zasłynął tym, że jako siłacz nigdy nie wycofał się przed żadnym wyzwaniem i pozostał niepokonany w Kanadzie oraz za granicą.

## Wczesne lata
Louis Cyr urodził się w wiosce Saint-Cyprien-de-Napierville, na południu prowincji Quebec (przy granicy z USA). W wieku dwunastu lat zaczął pracować zimą w obozowisku drwali, a w pozostałej części roku na rodzinnej farmie. Zadziwiał robotników, z którymi pracował, swymi wyczynami siłowymi.
Według biografa, jego matka zdecydowała: Powinien zostawić włosy, żeby rosły jak Samsonowi, w Biblii.
W 1878 r. rodzina wyemigrowała do USA i osiadła w mieście Lowell. Właśnie tam zmienił swoje imię na Louis, ponieważ łatwiej było je wymawiać w języku angielskim.
W wieku siedemnastu lat ważył 104 kg. W wieku osiemnastu lat wziął udział po raz pierwszy w zawodach siłaczy w Bostonie, podczas których podniósł z ziemi dorosłego konia umieszczonego na platformie. Platforma była wyposażona w dwa stalowe pręty, umożliwiające uchwyt, a ważyła przynajmniej 750 kg.

## Wzrastająca sława
Cyr wrócił z rodziną do Quebec w 1882 r. i ożenił się. W następnym roku wyjechał jednak ponownie, z żoną, do Lowell, mając nadzieję wykorzystać tam swoją sławę.
Następnie wziął udział w objazdowych pokazach we wschodniej Kanadzie, które jednak nie przyniosły mu żadnego dochodu. Później zaczął ze swoją rodziną objeżdżać prowincję Quebec z pokazami, które nazwali Trupa Cyrów.
W latach 1883–1885 Cyr pracował jako policjant w Montrealu.
Następnie wyruszył w trasę z trupą, w skład której weszli: zapaśnik, pięściarz i sztangista.
W marcu 1886 r., w mieście Quebec, wziął udział w zawodach przeciw kanadyjskiemu siłaczowi i ówczesnemu mistrzowi Kanady, Davidowi Michaudowi. Cyr podniósł jedną ręką hantel o wadze 99 kg, wobec 72 kg Michauda. Następnie Cyr uniósł na plecach 1076 kg, przeciw 940 kg Michauda i zdobył tytuł Najsilniejszego Człowieka Kanady.

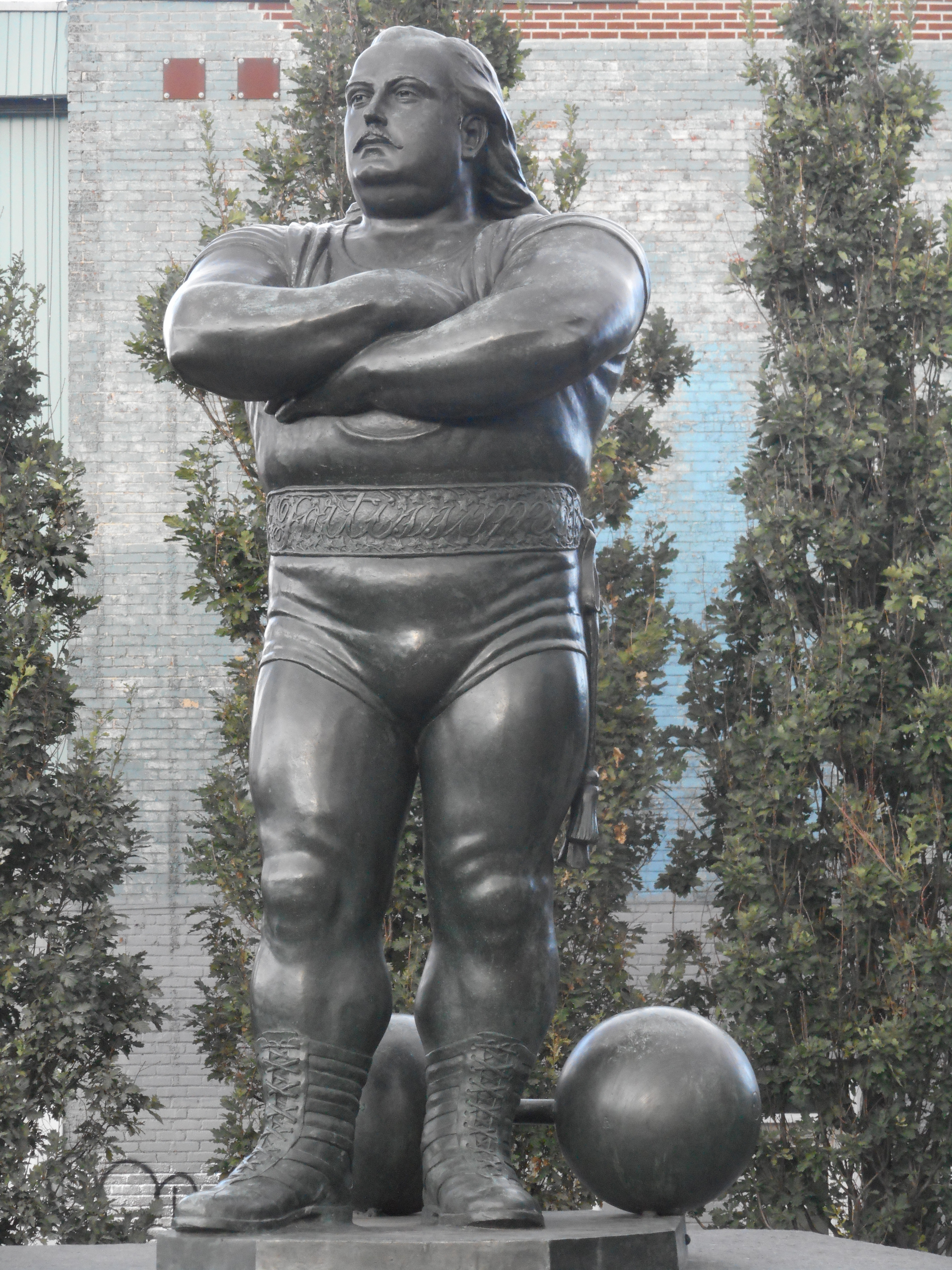
Pomnik Louisa Cyra w Montrealu

Wymiary ciała Louisa Cyra (wykonane w czerwcu 1895):
- wzrost 175 cm (według różnych źródeł):[2]
- waga 147 kg
- biceps 53 cm
- kark 52 cm
- klatka piersiowa 154 cm